# Natasza Leśniak
Natasza Leśniak (ur. 1982) – polska aktorka i tancerka, znana głównie z seriali: Leśniczówka i W rytmie serca.

## Biografia
W 2015 roku zadebiutowała w roli Moniki w filmie Wyłączamy telefony. Od wiosny 2018 gra Olgę Jasińską w serialu TVP1 Leśniczówka, a w latach 2019-2020 grała Barbarę, przyjaciółkę Ewy w serialu Polsatu W rytmie serca.

## Filmografia
- 2015: Wyłączamy telefony jako Monika
- 2016-2018: Szpital dziecięcy jako Olga Wieczorek
- 2017: Ojciec Mateusz jako mama Stasia
- od 2018: Leśniczówka jako Olga Jasińska
- 2018: Barwy szczęścia jako kosmetyczka
- 2018: Planeta singli 2 jako prezenterka
- 2019-2020: W rytmie serca jako Barbara
- 2020: Archiwista jako Klara Bistuła
- 2021: Kowalscy kontra Kowalscy jako Nicole
- 2024: Niepewność jako Ludwika Wilczyńska